# Памятник Освобождённой женщине
Памятник освобождённой женщины в Баку — одна из работ Фуада Абдурахманова. Памятник был построен в 1960 году на разветвлении улиц Гурбанова и Дж. Джаббарлы. Он был вдохновлён персонажем Севиль из пьесы Джафара Джаббарлы «Севиль». Идея снятия чадры отражает освобождение азербайджанской женщины от религиозных оков, возможность играть роль в общественной жизни её страны, учиться и работать.

## История
Сначала, Фуад Абдурахманов создал статую «азербайджанская женщина» из гипса в 1951 году. Монумент был возрождён в 1957 году и воссоздан с использованием бронзы. Эта композиция получила название «Свобода» и была представлена во время экспозиции в Музее искусств. Специалисты, которые видели памятник, пришли к решению о том, что его следует разместить в центральной части города в связи с сорокалетием советской власти. После этого Фуад Абдурахманов начал работу над большей версией памятника, чтобы отразить тему свободы азербайджанской женщины. Памятник был вылит из бронзы в 1959 году в Ленинграде. Позже он был доставлен в Азербайджан. 1 мая 1960 года состоялось открытие памятника.

## Идея Памятника
Фуад Абдурахманов говорил: «Тема раскрепощения женщины-азербайджанки давно влекла меня. Начиная работу над скульптурой, я почему-то мысленно представил себе орлицу, запутавшуюся в тенётах. Она рвёт свои путы, наконец, освобождается от них. Ещё миг, и она стремительно взлетит в солнечное небо».
Чадра, как часть женского гардероба, была признаком всех городов, где развивалась торговля. Борьба с чадрой началась в 1908 году в Баку либеральной буржуазией. Однако протесты были подавлены духовенством, и буржуазии пришлось отступить. Они договорились, что представители буржуазии прекратят протесты против ношения чадры при условии, что их женщины, одетые в европейском стиле, не будут оскорблены.
После того, как Азербайджан стал частью Советского Союза, социальный статус женщин изменился. Они начали работать в обществе. Все эти изменения были отражены в стиле их одежды. Агитация против чадры, которая столкнулась с большой оппозицией, началась снова в 1920-х годах. Девочки, которые отказались от чадры, были изгнаны из своих домов. Член комсомола Сара Халилова была убита своим отцом за снятие чадры. Статуя Освобождённой женщины отражает трудности, с которыми столкнулись женщины во время борьбы за свои права. На пьедестале была установлена фигура молодой женщины, снимающей свою чадру — символ социального неравенства женщин Востока.